# Hydroglyphus trifasciatus
Hydroglyphus trifasciatus är en skalbaggsart som först beskrevs av Watts 1978.  Hydroglyphus trifasciatus ingår i släktet Hydroglyphus och familjen dykare. Inga underarter finns listade i Catalogue of Life.